# Port lotniczy Minneriya
Port lotniczy Minneriya – port lotniczy położony w mieście Minneriya, w Sri Lance. Jest używany do celów wojskowych i cywilnych. Obsługiwany przez Sri Lanka Air Force.